# Чильбастау (станция)
Чильбастау — железнодорожная станция Алматинского отделения Казахстанских железных дорог. Находится на участке Берлик I — Актогай.
Станция расположена в селе Шилибастау Жамбылского района Алматинской области.
Чильбастау осуществляет следующие коммерческие операции:
- Посадка/высадка на поезда местного и пригородного сообщений.
- Приём и выдача грузов повагонными и мелкими отправками, загружаемых целыми вагонами, только на подъездных путях и местах необщего пользования.[4]

От станции отходит тупиковый железнодорожный подъездной путь длиной 7 км в поселок Танбалытас (Горный) на территорию цементного завода ТОО «Almaty Cement Compani»

## История
Станция сооружена при строительстве Турксиба. Открыта в 1931 году.
В 2001 году была осуществлена электрификация переменным током напряжением 25 кВ.
В 2010 году во время совместных военных учений ШОС «Мирная миссия-2010» в Казахстане стация Чильбастау (совместно со станцией Отар) обслуживала выгрузку и погрузку транспортных эшелонов участвовавших в этих учениях подразделений Вооружённых Сил Российской Федерации.

## Происшествия на станции
22 июня 2004 года в 14:50 по времени Астаны в Чильбастау произошёл сход с рельсов четырёх хвостовых вагонов пассажирского поезда № 377 Алма-Ата — Актау (следует от Алма-Аты до станции Мангышлак в Мангистау). Три из сошедших вагонов опрокинулись, четвёртый сильно наклонился. Пятеро пассажиров этого поезда, получивших лёгкие травмы, после оказания первичной медицинской помощи были отпущены домой, 14 человек обратились в больницу, из них одному был выписан больничный лист. 32 человека, ехавших в сошедших вагонах, были доставлены в Алма-Ату, двое из них были госпитализированы в областную больницу. Движение поездов из-за аварии остановлено не было. Ремонтные работы на станции продолжались до утра следующего дня. Согласно первоначальной версии, обнародованной Агентством по чрезвычайным ситуациям Республики Казахстан «вагоны сошли с рельсов из-за неисправностей ходовых частей вагона». По заявлению же вице-президента АО «Казахстан темир жолы» Казыбека Сарсембаева, сделанному 24 июня того же года, причиной ЧП послужил не обнаруженный вовремя дефект в железнодорожном полотне, а именно «угол», образовавшийся на стыке рельсов. Данная ситуация могла сложиться из-за «ослабления крепления рельсов или же из-за температурных напряжений в рельсовой нити».